# 町田市農業協同組合
町田市農業協同組合（まちだしのうぎょうきょうどうくみあい、略称JA町田市、町田市農協）は、東京都町田市に本店を置く農業協同組合。営業区域は町田市全域と多摩市南野・落合（四丁目・六丁目）・永山（六丁目・七丁目）だが、町田市域以外に支店は設けていない。

## 沿革
- 1988年（昭和63年）4月1日 - 町田市内の4農協（町田市鶴川・町田市町田・町田市忠生・町田市堺）が合併して設立。
- 1992年（平成4年）4月1日 - 町田市南農協と合併、名称は町田市農協を継承。
- 2017年（平成29年）3月25日 - 小川支店（町田市小川二丁目26-3）を南支店に統合[1]。

## 施設

### 店舗
- 本店・町田支店 ： 町田市森野二丁目29-15
- 鶴川駅前支店 ： 町田市能ヶ谷二丁目13-4
- 鶴川支店 ： 町田市大蔵町454-1
- 忠生支店・経済センター ： 町田市忠生三丁目6-23
- 堺支店 ： 町田市相原町675
- 南支店 ： 町田市南町田一丁目8-23
- ポプラヶ丘支店 ： 町田市成瀬二丁目16-1
- 成瀬駅前支店 ： 町田市南成瀬一丁目8-19

### 直売所
- アグリハウスまちだ ： 町田市森野二丁目29-15（町田支店敷地内）
- アグリハウス鶴川 ： 町田市大蔵町438-1
- アグリハウスただお ： 町田市忠生三丁目6-23（忠生支店敷地内）
- アグリハウスさかい ： 町田市相原町675（堺支店敷地内）
- アグリハウスみなみ ： 町田市金森四丁目5-3

### その他
- 農業センター ： 町田市忠生一丁目29-4
- 育苗センター ： 町田市本町田3101-29
- ファーマーズセンター ： 町田市野津田町3437-1
- 町田市剪定枝資源化センター ： 町田市小野路町3332
- JAコインランドリー ランドリーファーム鶴川店 ： 町田市大蔵町1108